# Hypanthidioides rubripes
Hypanthidioides rubripes is een vliesvleugelig insect uit de familie Megachilidae. De wetenschappelijke naam van de soort is voor het eerst geldig gepubliceerd in 1996 door Urban.